# Seibel S-4

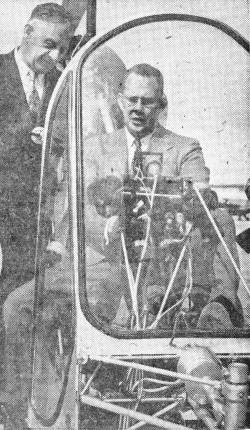
Guvernér Frank Carlson a konstruktér Charles M. Seibel.

Seibel S-4 je americký jednomotorový lehký vrtulník postavený společností Seibel Helicopter Company pro Armádu Spojených států amerických (US Army). Navrhl jej konstruktér Charles M. Seibel, v armádě bylo stroji přiděleno označení YH-24 Skyhawk, nicméně do služby přijat nebyl. S-4 posloužil jako základ pro typ Cessna CH-1 Skyhook, jediný vrtulník vyrobený společností Cessna Aircraft Company (která posléze převzala firmu Seibel Helicopter Company).

## Vývoj
Letecký inženýr Charles M. Seibel (dříve zaměstnanec Bell Helicopter) založil s finanční podporou kansaských investorů firmu Seibel Helicopter Company v roce 1947. S-4 byl jeho druhým návrhem. Předchůdcem byl typ Seibel S-3, který sloužil jako ukázka letecké koncepce s dvoulistým rotorem a jednoduchou transmisí. Tyto prvky byly převzaty i do typu S-4. Armáda i letectvo projevily o stroj zájem, S-4 měl být lehkým víceúčelovým vrtulníkem. V lednu 1949 se S-4 poprvé vznesl do vzduchu, za kniplem seděl pilot Johnny Gibbs. V březnu 1950 byly certifikační zkoušky hotovy a v dubnu obdržel vrtulník certifikaci leteckého úřadu CAA (Civil Aeronautics Authority). Motor Lycoming O-235-C1 o výkonu 108 hp byl nahrazen výkonnějším typem Lycoming O-290B o výkonu 125 hp, čímž vznikla verze S-4A.
V roce 1951 si americká armáda objednala 2 exempláře, které jí byly dodány koncem roku 1952 (téhož roku se Seibel Helicopter Company stala součástí firmy Cessna Aircraft Company). Na základě armádního požadavku byl u verze S-4B zkrácen trup a rozšířen kokpit tak, aby mohlo být instalováno druhé sedadlo vedle pilotova. Seibel také nahradil tříkolový podvozek ližinovým.

## Konstrukce
Dvoupatrový rám vrtulníku S-4 byl z ocelových svařovaných trubek. Spodní patro tvořil kokpit pilota s panelem, za nímž byl prostor pro náklad případně pro jednoho pasažéra. Přistávací podvozek měl tři kola, jedno vepředu a dvě vzadu. Horní patro neslo motor, olejové a palivové nádrže, převodovou soustavu a dvoulistý nosný rotor. K hornímu patru byl připojen ocasní nosník s malou dvoulistou vrtulkou vyrovnávající krouticí moment hlavního rotoru.

## Verze vrtulníku
S-4
Původní dvoumístná verze (tandemové uspořádání), certifikovaný CAA (Civil Aeronautics Authority) v roce 1950. Motor Lycoming O-235-C1 o výkonu 108 hp.
S-4A
Vylepšená verze s motorem Lycoming O-290B o výkonu 125 hp.
S-4B
Modifikovaná výcviková verze dle požadavků armády, měla dvoumístný kokpit se sedadly vedle sebe a ližiny místo kolového podvozku.

## Uživatelé
USA
- Armáda Spojených států amerických (US Army)

## Specifikace (YH-24)
Data z: 

### Technické údaje
- Pohon: 1× motor Lycoming O-290-D; 93 kW
- Délka:[pozn. 1] 8,48 m
- Výška:[pozn. 2] 3,05 m
- Průměr hlavního rotoru: 8,88 m
- Prázdná hmotnost:[pozn. 3] 430 kg
- Vzletová hmotnost: 695 kg
- Posádka: 1-2

### Výkony
- Maximální rychlost: 105 km/h
- Cestovní rychlost: 93 km/h
- Dynamický dostup: 1 310 m